# Borgarfjörður (fiordo)

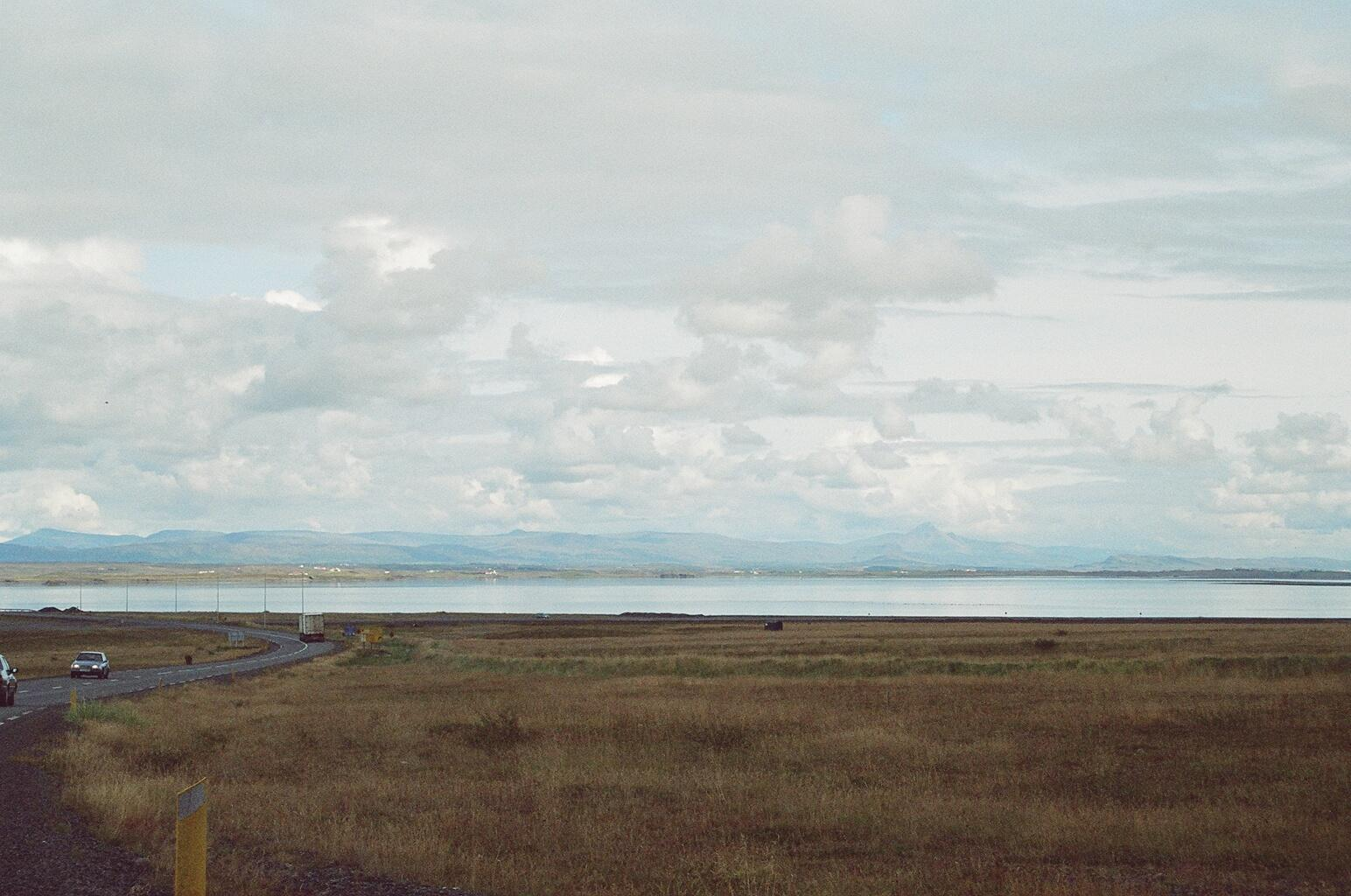
Il Borgarfjörður visto da est

Il Borgarfjörður è un fiordo nella costa occidentale dell'Islanda nei pressi del comune di Borgarnes. Le sue acque appaiono calme ma, al contrario, il fiordo è in verità una parte di mare piuttosto pericolosa per la navigazione a causa delle correnti sottomarine e dei bassi fondali.
All'interno del Borgarfjörður sono presenti numerose isole pianeggianti, la maggior parte delle quali disabitate. Inoltre, nei pressi di Borgarnes, la hringvegur, la grande strada ad anello che contorna tutta l'Islanda, passa su un ponte lungo 500 metri all'interno del fiordo.
Le terre attorno sono abitate fin dai tempi della colonizzazione islandese. Qui sono stati ambientati eventi delle saghe islandesi come quella l'Egils saga.
Il nome del fiordo, infatti, sembra provenire dalla fattoria di Borg, che secondo le saghe venne fondata da Skalla-Grímr, padre di Egill, che si impossessò della terra circostante e diede al fiordo il nome Borgarfjörður.